# Mjukpapper

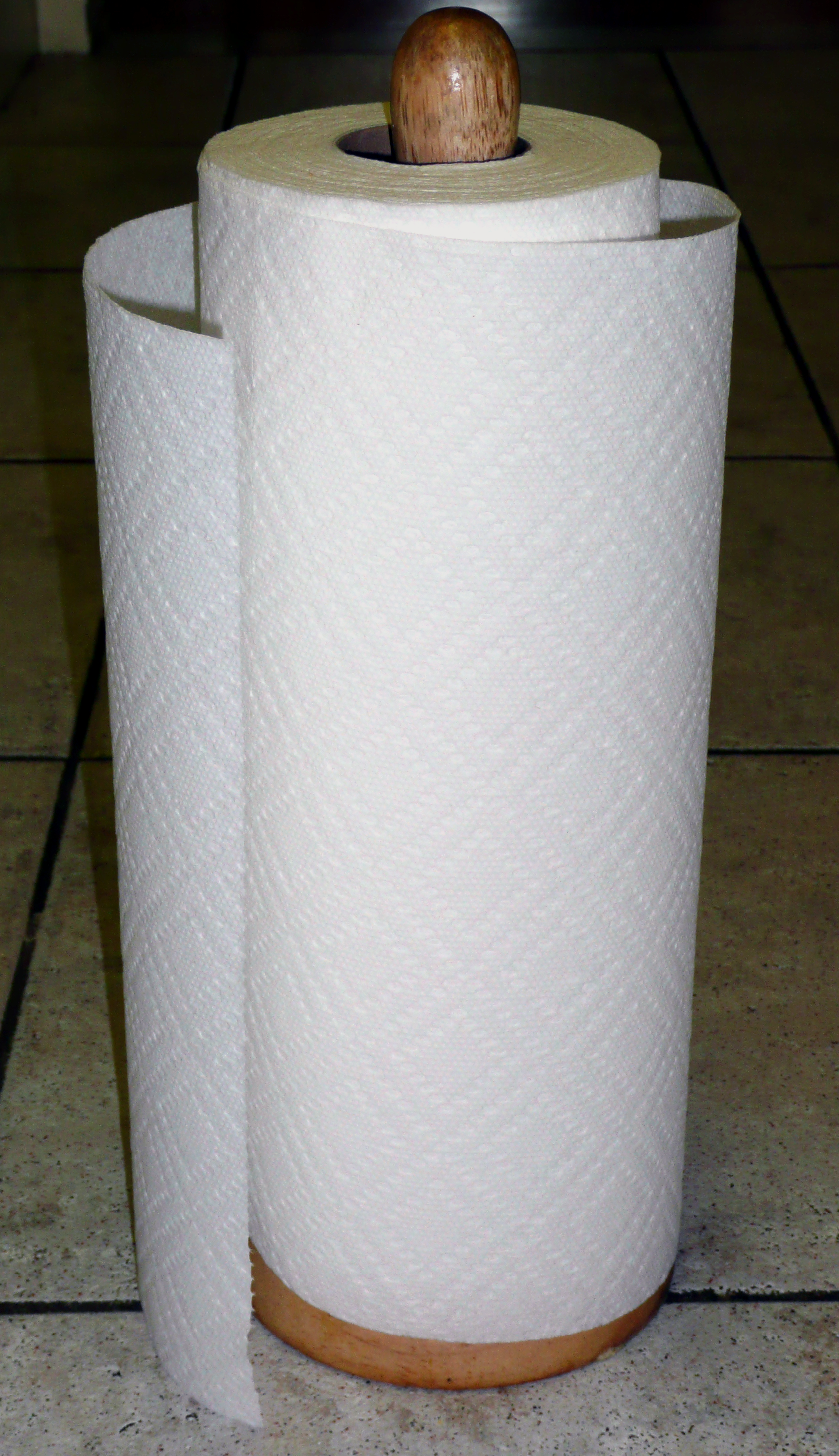
Mjukpapper i hushållspappersrulle

Mjukpapper (på engelska tissue paper) är en form av papper som mest används i hygienändamål och inkluderar toalettpapper, hushållspapper, pappershanddukar, pappersservetter, pappersnäsdukar, och dylikt.
Mjukpapper tillverkas dels från blekt färskmassa (pappersmassa) för högre kvaliteter, dels från returfiber för enklare kvaliteter. Ytvikten för mjukpapper är lägre än för andra papperskvaliteter, oftast under 30 g/m² ända ner till 12 g/m².
Slutprodukterna för konsumenter tillverkas genom konvertering av de större pappersrullarna från pappersmaskinen, så kallade jumborullar eller moderrullar, till färdiga slutprodukter. Ofta görs slutprodukterna med flera arkskikt, som till exempel för toalettpapper och servetter. Vissa produkter, såsom servetter, tillverkas ofta från färgat mjukpapper. Vidare tillämpas ofta tryckning av olika mönster på slutprodukterna och/eller prägling av mönster antingen för att skapa dekorativ effekt eller för att hålla ihop arken vid flera skikt.
Fyra av Europas största tillverkare av mjukpapper är svenska Essity (före 2017 SCA), italienska Sofidel, tyska Wepa Papierfabrik och finländska Metsä Tissue.

## Tillverkare i Sverige i urval
- Lilla Edets bruk i Lilla Edet, Essity (tidigare SCA)
- Katrinefors bruk i Mariestad, Metsä Tissue
- Pauliströms bruk i Pauliström, Metsä Tissue
- Nyboholms bruk i Kvillsfors, Metsä Tissue
- Rexcell i Skåpafors, Duni
- Kisa pappersbruk i Kisa, italienska Sofidel

## Tillverkare i Finland i urval
- Mänttä papperspruk i Mänttä, Metsä Tissue
- Essity Tissue Finland Oy:s pappersbruk i Nokia stad, Essity